# 福雷岬
68°57′S 69°24′E / 68.950°S 69.400°E
福雷岬（英語：Foley Promontory）是南極洲的岬角，位於麥克羅伯特森地西面，澳大利亞探險隊在1956年首次踏足該岬角，以氣象觀察員命名，現時由南極條約體系管理。